# Colmen
Colmen é uma comuna francesa na região administrativa de Grande Leste, no departamento de Mosela. Estende-se por uma área de 4,82 km². Em 2010 a comuna tinha 203 habitantes (densidade: 42,1 hab./km²).